# Olszyny (Wodzisław Śląski)
Olszyny – część miasta Wodzisław Śląski w jego zachodniej części. Znajduje się tam zaledwie kilka zabudowań mieszkalnych przy ulicy Olszyny. Większość terenów stanowi obszar strefy inwestycyjnej Wodzisław-Olszyny.
Olszyny to historyczny przysiółek Kokoszyc. Nazwa wywodzi się od tego, że prawdopodobnie na tym terenie rosły olszyny. Graniczy z Czyżowicami i dzielnicą Wodzisławia – Jedłownikiem. W okresie PRL-u istniało tam Państwowe Gospodarstwo Rolne. W granicach administracyjnych miasta od 1975. Administracyjnie Olszyny należą do Wodzisławia Śląskiego, dzielnicy Kokoszyce. W pobliżu znajduje się oddział Katowickiej Specjalnej Strefy Ekonomicznej Wodzisław-Olszyny. Działają w niej zakłady Inspost oraz Śląska Fabryka Okien KNS. 